# 20342 Trinh
20342 Trinh è un asteroide della fascia principale. Scoperto nel 1998, presenta un'orbita caratterizzata da un semiasse maggiore pari a 2,7713763 UA e da un'eccentricità di 0,0227347, inclinata di 3,42199° rispetto all'eclittica.